# Didi Senft

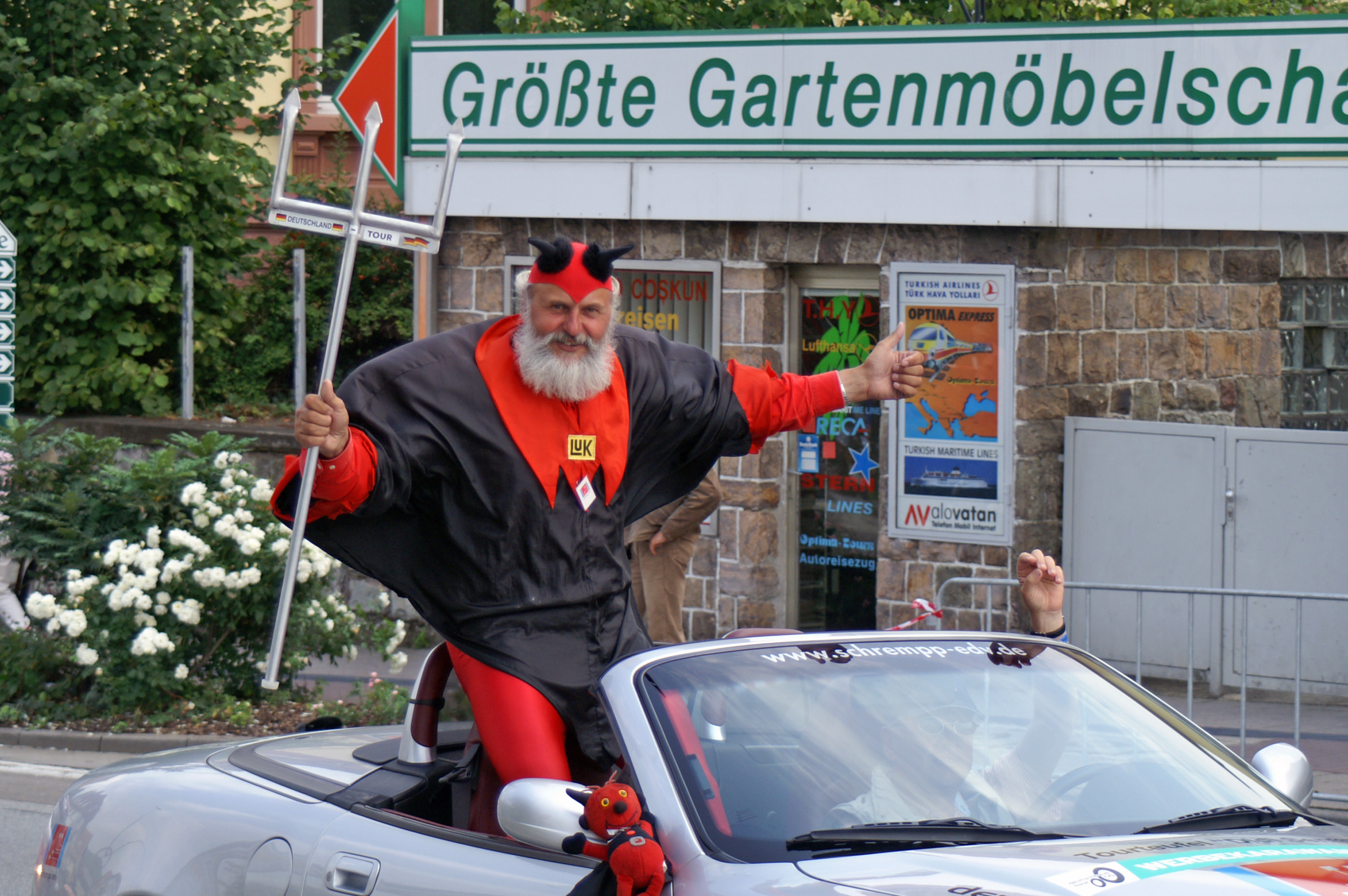
Didi Senft durante la Vuelta a Alemania de 2005.

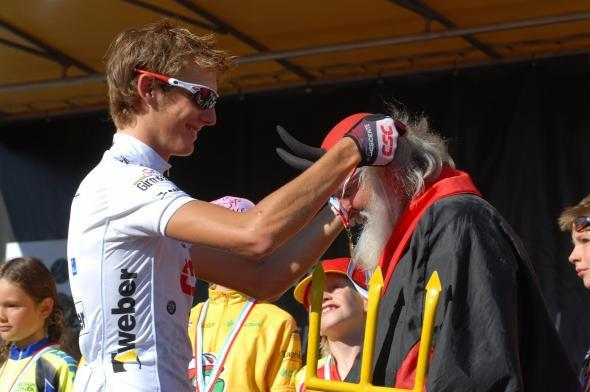
Didi Senft, con Andy Schleck.

Dieter «Didi» Senft (Reichenwalde, 7 de febrero de 1952) es un diseñador de bicicletas e inventor alemán, más conocido por sus actuaciones como animador y seguidor en las competiciones de las Grandes Vueltas de ciclismo, en las que aparecía disfrazado de diablo.
Durante su juventud, Senft fue un ciclista que disputó varias competiciones y carreras en Alemania Oriental. Más tarde pasó a diseñar modelos de bicicletas, muchos de ellos curiosos o poco usuales. Dirige un museo en la ciudad de Storkow con más de 120 modelos en exhibición. La colección incluye el mayor tándem creado, de 6 metros de longitud, o la bicicleta más grande del mundo (7,80 metros), presentes en el Libro Guinness de los Récords.
Sin embargo, Senft es más conocido por sus apariciones en el Tour de Francia y otras vueltas ciclistas, donde animaba a los corredores disfrazado de diablo con un tridente. Estuvo presente en la ronda gala desde 1993, y también apareció en otras competiciones como el Giro de Italia, la Vuelta a España o la Vuelta a Alemania. Por ello, algunos medios de comunicación le apodan El Diablo del Tour o El Diablo a secas.